# Dun Carloway

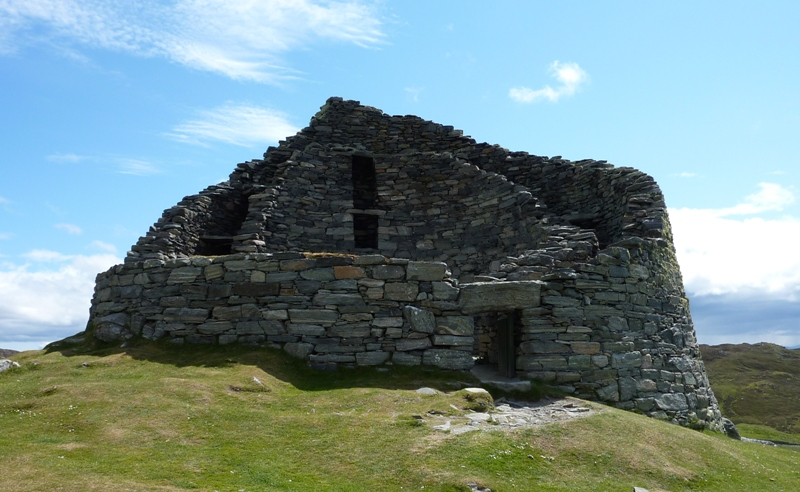
Dun Carloway gezien vanuit het noordwesten. Tegenover de ingang zijn de wall voids duidelijk zichtbaar.

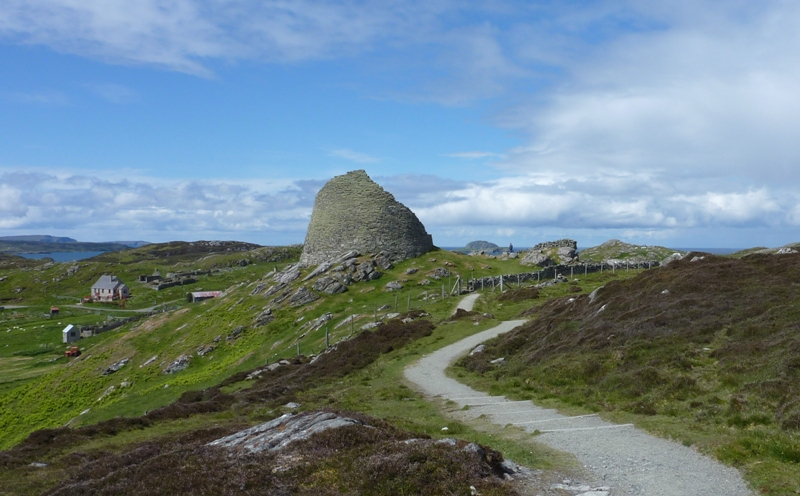
Dun Carloway ligt op een zuidhelling.

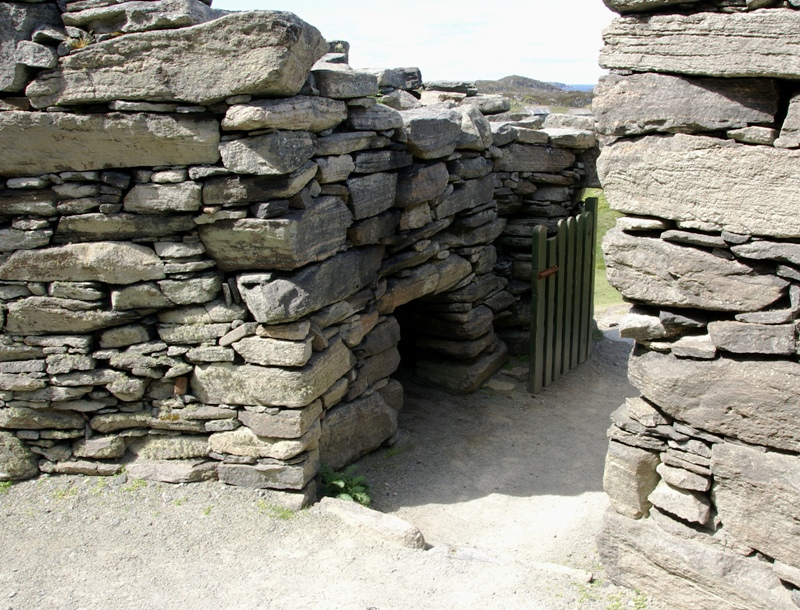
De toegang tot de broch gezien vanuit het binnenste van de broch. Links is de lage toegang naar de guard cell zichtbaar.

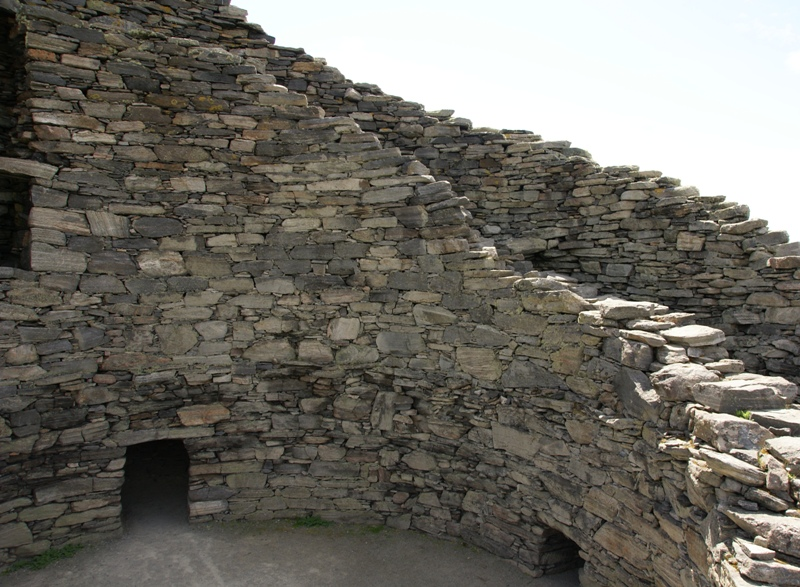
Interieur van de broch: de opening links leidt naar de trap en de opening rechts naar de kamer onder de trap. Twee meter boven het grondniveau is een richel te zien: de scarcement ledge.

Dun Carloway (in Gaelisch: Dùn Chàrlabhaigh, An Dùn Mòr) is een broch, een gebouw uit de IJzertijd, gelegen 2,4 kilometer ten zuiden van Carloway in de parochie van Uig op Lewis in de Schotse regio Buiten-Hebriden. Dun Carloway is aan de zuidzijde iets meer dan negen meter hoog, waarmee deze broch een van de hoogste brochs ter wereld is.

## Geschiedenis
De meeste brochs werden gebouwd in de periode 100 v.Chr. en 100 n.Chr. Dun Carloway is vermoedelijk gebouwd in de eerste eeuw na Christus.
Door de eeuwen heen is Dun Carloway in gebruik gebleven, totdat het vloerniveau in de kamers te hoog werd door de lagen van voornamelijk turf die er door gebruik van de bewoners op terechtkwam.
De broch werd in latere tijden af en toe gebruikt als versterking. Zo hadden de Morrisons van Ness Dun Carloway in gebruik in 1601. Het verhaal gaat dat ze vee hadden gestolen van de MacAuleys van Uig toen die afwezig waren. De MacAuleys wilden hun vee terug en vonden de Morrisons in de broch. Een van hen, Donald Cam MacAuley, beklom de buitenste muur met behulp van twee dolken en wist de slapende Morrisons te laten stikken door bossen hei in de broch te gooien en de hei vervolgens in brand te steken. Vervolgens vernietigden de MacAuleys de broch.
Tot vermoedelijk de zestiende eeuw was de muur van de broch nog grotendeels intact. In het midden van de negentiende eeuw was een groot deel van de bovenzijde van de muur verdwenen en de stenen waren hergebruikt voor nieuwe gebouwen. De situatie van 1861 is te zien op een tekening gepubliceerd door kapitein Thomas in 1890.
Om verder verval te voorkomen werd Dun Carloway in 1882 een van de eerste wettelijk beschermde monumenten in Schotland. Vijf jaar later kwam de broch in staatsbeheer. Sinds deze periode zijn restauraties uitgevoerd aan de broch. Aan het begin van de twintigste eeuw en in de jaren zeventig van die eeuw vond er beperkt archeologisch onderzoek plaats.
In de plaatselijke folklore bestaat er een verhaal dat Dun Carloway in de vierde eeuw werd gebouwd door de reus Darg mac Nu-aran. De broch zou ooit bekend zijn geweest onder de naam Dun Dheirg (=Versterking van Darg). Twee van zijn broers zouden de naastgelegen duns hebben gebouwd. Knock mac Nu-aran had de dun bij Sands of Uig gebouwd; Tid mac Nu-aran was eigenaar van de dun bij Kirkibost, Bernera.

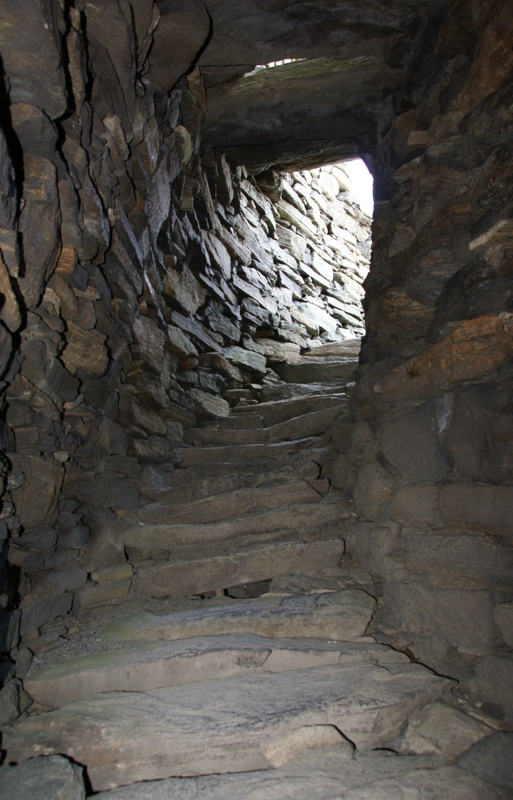
De trap tussen de muren van Dun Carloway.

## Bouw
Dun Carloway is gebouwd op een rots van een steile zuidhelling op de hoogte van vijftig meter. Het is de best bewaarde broch in de Buiten-Hebriden. De muur van de broch haalt aan de zuidezijde 9,2 meter. Enkel Mousa Broch en Dun Telve hebben muren die hoger zijn. De oorspronkelijke hoogte van Dun Carloway is onbekend. De broch kijkt uit over Loch Carloway.
De externe diameter is 14,3 meter, de interne diameter van de binnenste ruimte 7,4 meter. De muren variëren in dikte van 2,9 meter in het zuidoosten tot 3,8 meter in het noorden.
De ingang bevindt zich aan de noordwestelijke zijde. De ingang is 75 centimeter breed en één meter hoog. De muren aan deze zijde van de broch zijn niet hoger dan de ingang met deksteen. Rechts in de doorgang (dat is aan de zuidzijde) naar het interieur van de broch bevindt zich een zogenaamde guard cell, een kleine zijkamer in de gang. De opening naar deze guard cell is 61 centimeter in het vierkant. Vanuit het binnenste van de broch zijn er, behalve de ingang, drie openingen. De opening aan de oostelijke zijde, tegenover de ingang, leidt naar de trap die zich tussen de muren van de broch bevindt. De trap loopt langs een kwart van de omtrek van de broch. De noordoostelijke opening, links van de opening met de trap, geeft toegang tot een ovale kamer. Hierin zijn sporen gevonden waaruit blijkt dat er daar minstens drie haarden door de eeuwen heen waren. De opening, die zich westelijk (rechts) bevindt na het binnengaan van de broch, geeft toegang tot een kamer die onder de trap is gelokaliseerd.
Vanuit het binnenste van de broch zijn in de zuidoostelijke muur twee grote wall voids zichtbaar.
In het binnenste van de broch, aan de noordzijde, steekt de rots, waarop de broch is gebouwd, omhoog. Het is waarschijnlijk dat er een houten vloer was die hoger lag en dat de belangrijkste leefruimte op het niveau van die vloer was. De scarcement - richel - waarop zo'n vloer gelegen kan hebben, is zichtbaar twee meter boven het grondniveau. Hoewel de overgebleven muur hoger is dan negen meter, is er geen spoor van een hoger gelegen scarcement gevonden. Dit zou kunnen betekenen dat er slechts één vloer zou zijn geweest of dat er een andere methode werd gebruikt voor hoger gelegen vloeren.

## Vondsten
Zoals hiervoor beschreven zijn in de noordoostelijke kamer bewijzen gevonden van minimaal drie turfhaarden, gebruikt in de periode 400-700. In deze kamer zijn ook veel aardewerkresten gevonden, evenals een fragment van een maalsteen (quern stone) en een collectie slakkenhuizen. In de haarden zijn geen enkele dierlijke botten gevonden, waardoor huishoudelijk gebruik van de haarden (bereiden van maaltijden) onwaarschijnlijk lijkt. Een meer industriële toepassing is ook onwaarschijnlijk door de afwezigheid van werktuigen die gebruikt werden bij bijvoorbeeld ijzerbewerking. Waarschijnlijk werd deze noordoostelijke kamer enkel gebruikt voor het fabriceren van aardewerk potten. Deze kamer heeft drie kleine openingen naar boven toe, die alle vol turfas zaten. De tweede opening bevatte dezelfde as als in de haard eronder.

## Beheer
Dun Carloway is sinds 1887 in staatsbeheer en wordt beheerd door Historic Scotland. Het bezoekerscentrum wordt beheerd door Urras nan Tursachan (The Standing Stones Trust).